# Instituto Nacional de Parques

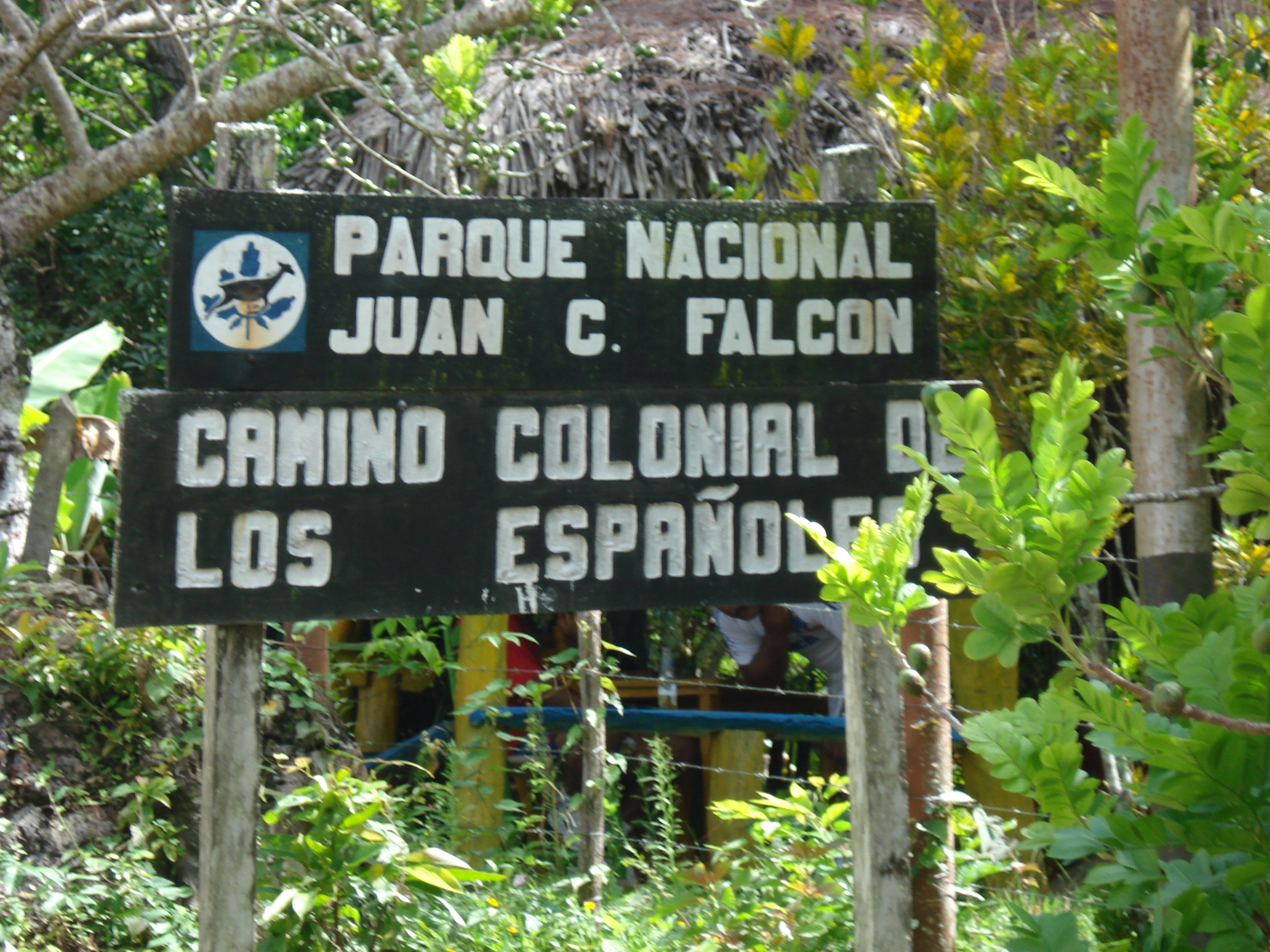
Un cartello di INPARQUES all'ingresso del Parco nazionale Juan Crisóstomo Falcón.

L’Instituto Nacional de Parques (INPARQUES) è l'organo di governo che amministra e gestisce l'intero sistema delle aree naturali protette del Venezuela. È un istituto autonomo al servizio del Ministerio del Poder Popular para Ecosocialismo y Aguas.
Istituito il 3 ottobre del 1973, ha assunto le sue attuali competenze con la legge di riforma N° 2.290 del 21 luglio 1978, che gli ha assegnato la gestione di 43 parchi nazionali, 36 monumenti naturali e 65 parchi ricreativi.